# Сирена (филм из 1947)
Сирена (чеш. Siréna) је чехословачки драмски филм из 1947. године, режисера и сценаристе Карела Стеклија, заснован на истоименом роману који је написала Мари Мајерова. Радња се одвија 1889. у Кладну и прати штрајк у руднику.
Филм је 1947. освојио Велику награду на Филмском фестивалу у Венецији (касније познату као Златни лав).

## Радња
Након што полиција угуши штрајк слабо плаћених рудара у предграђу Прага, бесна руља напада раскошни дом индустријалца.

## Улоге
| Глумац           | Улога       |
| ---------------- | ----------- |
| Ладислав Бохач   | Худец       |
| Мари Вашова      | Худцова     |
| Олег Рајф        | Рудолф      |
| Надежда Мауерова | Ружена      |
| Павла Суха       | Емча        |
| Јосеф Бек        | Карел Хампл |
| Бедрих Карен     | Бахер       |
| Јосеф Декој      | Черни       |
| Вјера Календова  | Черна       |
| Лида Матоушкова  | Каздова     |